# Indicador de pH
Um indicador de pH, também chamado indicador ácido-base, é um composto químico que é adicionado em pequenas quantidades a uma solução, permitindo conhecer se seu pH se encontra acima ou abaixo de uma determinada faixa de valores que varia conforme o indicador escolhido. Estes corantes são dotados de propriedades halocrômicas, que é a capacidade de mudar de coloração em função do pH do meio.
Os indicadores de pH são frequentemente ácidos ou bases fracas. Quando adicionados a uma solução, os indicadores de pH ligam-se aos íons H+ ou OH-. A ligação a estes íons provoca uma alteração da configuração eletrônica destes indicadores e, consequentemente, altera-lhes a cor.
Dada a subjectividade em determinar a mudança de cor, os indicadores de pH não são aconselháveis para determinações precisas do valor do pH. Um medidor de pH, denominado pHmetro, é frequentemente usado em aplicações em que é necessário um maior rigor na determinação do pH da solução.
Os indicadores de pH são frequentemente utilizados em titulações, na Química Analítica. Na Bioquímica podem ser utilizados com o objetivo de determinar a extensão de uma reação química.

## Indicadores e seus "pontos de viragem"
Na tabela seguinte estão representados alguns dos indicadores de pH mais comuns num laboratório. Os indicadores normalmente exibem cores intermediárias a valores de pH dentro do intervalo de mudança. Por exemplo, o vermelho de fenol tem uma cor laranja quando o pH estiver entre 6,6 e 8,0. O intervalo de mudança pode variar ligeiramente, dependendo da concentração do indicador e da temperatura a que é usado.
| Indicador                                                     | Cor a pH baixo   | Intervalo de pH (aproximado) | Cor a pH alto        |
| ------------------------------------------------------------- | ---------------- | ---------------------------- | -------------------- |
| Violeta de metilo                                             | amarelo          | 0.0-1.6                      | azul-púrpura         |
| Violeta cristal                                               | amarelo          | 0.0-1.8                      | azul-púrpura         |
| Violeta de etila                                              | amarelo          | 0.0-2.4                      | azul                 |
| Verde malaquita                                               | amarelo          | 0.2-1.8                      | verde-azulado        |
| '2-((p-(dimetilamino)fenil)azo)piridina' (primeira transição) | amarelo          | 0.2-1.8                      | azul                 |
| Vermelho de quinaldina                                        | incolor          | 1.0-2.2                      | vermelho             |
| Vermelho de parametila                                        | incolor          | 1.0-3.0                      | vermelho             |
| Azul de Tornassol                                             | vermelho         | 1.0-6.9                      | azul-arroxeado       |
| Amarelo metanil                                               | vermelho         | 1.2-2.4                      | amarelo              |
| 4-fenilazodifenilamina                                        | vermelho         | 1.2-2.6                      | amarelo              |
| Azul de Timol (primeira transição)                            | vermelho         | 1.2-2.8                      | amarelo              |
| 'Púrpura de metacresol' (primeira transição)                  | vermelho         | 1.2-2.8                      | amarelo              |
| Tropaeolina 00                                                | vermelho-violeta | 1.2-3.2                      | amarelo-alaranjado   |
| 4-o-tolilazo-o-toluidina                                      | laranja          | 1.4-2.8                      | amarelo              |
| Sal de sódio da eritrosina                                    | laranja          | 2.2-3.6                      | vermelho             |
| 'Benzopurpurina 4B'                                           | violeta          | 2.2-4.2                      | vermelho             |
| N,N'''-dimetil-p-(m-tolilazo)anilina                          | vermelho         | 2.6-4.8                      | amarelo              |
| '2,4-Dinitrofenol'                                            | incolor          | 2.8-4.0                      | amarelo              |
| Amarelo de Metilo (N,N-Dimetil-p-fenilazoanilina)             | vermelho         | 2.9-4.0                      | amarelo              |
| Ácido 4,4'-bis(2-amino-1-naftilazo)2,2'-stilbenedissulfônico  | azul-púrpura     | 3.0-4.0                      | vermelho             |
| 'Sal de potássio do éster etílico da tetrabromofenolftaleína' | amarelo          | 3.0-4.2                      | azul                 |
| Azul de Bromofenol                                            | amarelo          | 3.0-4.6                      | violeta              |
| Vermelho do Congo                                             | azul             | 3.0-5.2                      | vermelho             |
| Laranja de Metilo                                             | vermelho         | 3.1-4.4                      | amarelo              |
| Solução de alaranjado de metila-xileno cianol                 | azul-púrpura     | 3.2-4.2                      | verde                |
| 'Alaranjado de etila'                                         | vermelho         | 3.4-4.8                      | amarelo              |
| '2-((p-(dimetilamino)fenil)azo)piridina' (segunda transição)  | vermelho         | 4.4-5.6                      | amarelo              |
| 'Monocloridrato de 4-(p-etoxifenilazo)-m-fenilenodiamina'     | laranja          | 4,4-5,8                      | amarelo              |
| Vermelho de Metila                                            | vermelho         | 4,4-6,2                      | amarelo              |
| 'Lacmoide'                                                    | vermelho         | 4,4-6,2                      | azul                 |
| Púrpura de Bromocresol                                        | amarelo          | 5.2-6.8                      | violeta              |
| Azul de Bromotimol                                            | amarelo          | 6.0-7.6                      | azul                 |
| Vermelho de Fenol                                             | amarelo          | 6.6-8.0                      | vermelho             |
| 'Púrpura de metacresol' (segunda transição)                   | amarelo          | 7.4-9.0                      | azul-púrpura         |
| Azul de Timol (segunda transição)                             | amarelo          | 8.0-9.6                      | azul                 |
| Fenolftaleína                                                 | incolor          | 8.2-10.0                     | rosa-carmim          |
| Timolftaleína                                                 | incolor          | 9.4-10.6                     | azul                 |
| Amarelo de Alizarina R                                        | amarelo          | 10.1-12.0                    | vermelho             |
| Carmim de Indigo                                              | azul             | 11.4-13.0                    | amarelo              |
| 2,5-Dinitrofenol                                              | incolor          | 2.6 - 4.0                    | amarelo              |
| Verde de bromocresol                                          | amarelo          | 3.8-5.4                      | azul                 |
| Vermelho de clorofenol                                        | amarelo          | 5.0-6.6                      | violeta              |
| Vermelho de bromofenol                                        | amarelo          | 5.2-7.0                      | púrpura              |
| Vermelho neutro                                               | vermelho         | 6.8-8.0                      | amarelo              |
| Ácido rosólico                                                | amarelo          | 6.8 - 8.2                    | vermelho-carmim      |
| Vermelho de cresol                                            | vermelho         | 7.2-8.8                      | amarelo              |
| o-Cresolftaleína                                              | incolor          | 8.2-10.4                     | vermelho-violeta     |
| Tropaeolina O                                                 | amarelo          | 11.1-12.7                    | castanho-avermelhado |

## Soluções naturais de indicadores
Os sucos de alguns vegetais e outras plantas podem funcionar como indicadores de pH, ou seja, do quão ácida ou básica é uma substância. Por exemplo, ao cozinhar uma couve vermelha até ficar macia, se adicionado o suco liberado a um ácido, tal como o vinagre, o mesmo tornar-se-á vermelho. Já em uma base, como a amônia, o suco tende a tornar-se azul ou verde. Outros vegetais como a beterraba, podem realizar o mesmo processo.
Algumas soluções de substâncias naturais, especialmente originárias de plantas, comportam-se como soluções de indicadores de pH:
*A solução aquosa de chá preto - A sua solução aquosa é avermelhada/ amarelada, adquirindo cor amarelo-pálida em contacto com soluções ácidas e, cor acastanhada em contacto com soluções básicas.
*A solução aquosa dos rabanetes - A sua solução aquosa adquire cor vermelha em contacto com soluções ácidas e, cor acastanhada em contacto com soluções básicas.
*A solução aquosa da pera - A sua solução aquosa adquire cor vermelha em contacto com soluções ácidas e, cor verde-seco em contacto com soluções básicas.
*A solução aquosa do chá de repolho roxo- A sua solução aquosa adquire cor vermelha em contacto com soluções ácidas e, cor amarelo bem clara (verde inicialmente) ou azul anil em contacto com soluções básicas. A substância responsável por este comportamento é a cianidina, pertencente a família de substâncias conhecidas como antocianinas.